# HMS Emerald (D66)
HMS Emerald (D66) là một tàu tuần dương hạng nhẹ, là chiếc dẫn đầu của lớp Emerald của Hải quân Hoàng gia Anh Quốc. Nó đã phục vụ trước và trong Chiến tranh Thế giới thứ hai trước khi được đưa về lực lượng dự bị vào năm 1945, và bị tháo dỡ vào năm 1948.

## Thiết kế và chế tạo
Emerald được chế tạo bởi hãng đóng tàu Armstrong tại Newcastle-on-Tyne thuộc Anh, được đặt lườn vào ngày 23 tháng 9 năm 1918. Nó được hạ thủy vào ngày 19 tháng 5 năm 1920, và đưa ra hoạt động vào ngày 14 tháng 1 năm 1926.

## Lịch sử hoạt động
Emerald hoạt động tại khu vực East Indies trong thành phần Hải đội Tuần dương 4, rồi được cho quay trở về nhà vào ngày 15 tháng 7 năm 1933 và được đưa về dự bị. Sau một đợt tái trang bị tại Chatham, chiếc tàu tuần dương một lần nữa hoạt động tại East Indies từ ngày 31 tháng 8 năm 1934; lượt phục vụ này kéo dài cho đến tháng 9 năm 1937, khi nó được thay phiên bởi chiếc HMS Liverpool. Khi quay trở về nhà, nó được đưa về lực lượng dự bị.
Hoạt động trở lại để phục vụ trong chiến tranh, Emerald gia nhập Hải đội Tuần dương 12 cho các hoạt động tuần tra tại Bắc Hải vào tháng 9 năm 1939. Tuy nhiên, sự xuất hiện của những tàu cướp tàu buôn Đức tại Đại Tây Dương khiến phải điều nó đến Halifax vào tháng 10 để hộ tống các đoàn tàu vận tải đi đến Anh Quốc, nơi nó ở lại cho đến năm 1940. Trong thời gian từ tháng 10 năm 1939 đến tháng 8 năm 1940 nó đã chuyển một lượng vàng trị giá 58 triệu Bảng Anh từ Anh Quốc đến Canada, trong khi tàu chị em HMS Enterprise cùng chuyển được số vàng khác trị giá 10 triệu Bảng. Vào giai đoạn đầu của cuộc chiến cho đến tháng 5 năm 1940, chỉ huy của nó là vị sĩ quan hải quân nổi tiếng Augustus Agar, người từng được tặng thưởng Huân chương Chữ thập Victoria.
Vào năm 1941, Emerald được chuyển sang Ấn Độ Dương, nơi nó hộ tống các đoàn tàu vận tải đi đến Trung Đông và đã hiện diện trong khu vực vịnh Ba Tư vào lúc diễn ra những chiến dịch tại Iraq vào tháng 4 năm 1941. Khi Nhật Bản tham chiến vào tháng 12 năm 1941, Emerald gia nhập Hạm đội Viễn Đông trong thành phần "Đội đặc nhiệm nhanh", và đến tháng 3 năm 1942 nó trở thành soái hạm. Vào tháng 8 năm 1942, chiếc tàu tuần dương quay trở về nhà để được tái trang bị tại Portsmouth, và chỉ quay trở lại hoạt động vào tháng 4 năm 1943.
Emerald quay trở lại Hạm đội Viễn Đông trong thành phần Hải đội Tuần dương 4 trong các nhiệm vụ hộ tống, rồi quay trở về vùng biển nhà một lần nữa tham gia cuộc đổ bộ Normandy, Nơi nó phục vụ trong thành phần Lực lượng "K" hỗ trợ cho bãi Gold. Đến tháng 1 năm 1945, Emerald được đưa về hạm đội dự bị, và vào năm 1947 được sử dụng như một tàu mục tiêu để thực tập tác xạ. Do hậu quả của những cuộc thử nghiệm này, nó bị đắm tại vịnh Kames, Rothesay vào ngày 24 tháng 10, và chỉ nổi trở lại được vào ngày 9 tháng 6 năm 1948. Nó được đưa trở vào ụ tàu để khảo sát, rồi sau đó được bán cho hãng British Steel vào ngày 23 tháng 6 năm 1948 để tháo dỡ. Con tàu được tháo dỡ tại xưởng Arnott Young tại Troon, Scotland, bắt đầu từ ngày 5 tháng 7 năm 1948.